# Procuticule

Exosquelette chez les arthropodes
A : Cuticule ; B : Détails de l'épicuticule. 1 : Épicuticule ; 1a : Cément ; 1b : Cire ; 1c : Épicuticule externe ; 1d : Épicuticule interne. 2 : Exocuticule ; 3 : Endocuticule ; 2+3 : Procuticule ; 4 : Épiderme ; 5 : Membrane basale ; 6 : Cellule de l'épiderme ; 6a : Canal sécréteur de cire ; 7 : Cellule glandulaire ; 8 : Cellule trichogène ; 9 : Cellule tormogène ; 10 : Nerf ; 11 : Sensille ; 12 : Poil ; 13 : Pore glandulaire.

La procuticule est une structure constituant de l'exosquelette de certains animaux, comme les insectes ou arthropodes.
Associée à l'épicuticule elle forme la cuticule des cuticulates. La procuticule est constituée de deux couches :
- l'exocuticule, c'est une couche dure, colorée et stratifiée (représentant entre un douzième et la moitié de l'épaisseur de la procuticule) composée de 75 % de scléroprotéines tannées (appelées aussi sclérotines). Ce sont des structures à la base solubles dans l'eau, souples et incolores que le tannage rend insolubles, rigides et brunes. Cette structure protéique emprisonne de la chitine à hauteur de 25 % et des pigments comme la mélanine qui donne les ornementation caractéristiques des espèces. Son rôle est d'assurer la rigidité, si bien que dans les membranes articulaires, l'exocuticule est fine et parfois absente.
- l'endocuticule, c'est une couche souple et incolore avec des arrangements lamellaires. Sa composition est grossièrement la même que pour l'exocuticule mais la chitine est présente à hauteur de 60 %, ce qui la rend plus souple,. Les scléroprotéines quand elles sont non tannées et sont appelées arthropodines. Dans les zones d'articulation et dans les ailes, l'arthropodine est remplacée par la résiline aux propriétés insolubles (quel que soit le solvant).